# APPAЯATCHIK
Apparatchik （ APPAЯATCHIK ，又称Apak ）是安德鲁·胡泊、卡尔·华雷斯和维克多·冈萨雷斯于1994年3月 创办的一本科幻杂志。 总部位于美国西雅图。 其最初为周刊，第11期时改为双周刊。 第65期时又改为三周刊。 它是1996年雨果奖最佳粉丝杂志的提名作品之一。杂志的最后一期（第80期）出版于1997年6月20日。